# Runcinia affinis
Runcinia affinis là một loài nhện trong họ Thomisidae.
Loài này thuộc chi Runcinia. Runcinia affinis được Eugène Simon miêu tả năm 1897.